# Douglas Preston
Douglas Jerome Preston (Cambridge, 26 maggio 1956) è uno scrittore statunitense, autore di vari romanzi appartenenti al genere techno-thriller e horror, alcuni dei quali in collaborazione con Lincoln Child.
Ha anche scritto alcuni libri non di narrativa, due dei quali in collaborazione con il giornalista italiano Mario Spezi.

## Biografia
Laureato al Pomona College di Claremont in California, Preston ha iniziato la sua carriera di scrittore mentre lavorava al museo di storia naturale di New York. È collaboratore abituale delle riviste Smithsonian, The Atlantic Monthly ,The New Yorker, Harper's Bazar e National Geographic dove pubblica articoli riguardanti l'archeologia. Ha due fratelli: David Preston (che fa il medico) e Richard Preston, anch'egli scrittore di successo.
Preston ha pubblicato tredici romanzi e cinque libri non di narrativa, la maggior parte dei quali sono diventati dei bestseller e sono stati tradotti in varie lingue. Insieme a Lincold Child, con cui ha sovente collaborato, ha firmato successi come La stanza degli orrori, Ice Limit, Maledizione, Marea, Dossier Brimstone e Relic. Il loro romanzo Il libro dei morti, uscito nel 2006, è rimasto per sei settimane nella classifica dei libri più venduti del New York Times. Ha ricevuto numerosi premi letterari. Ha inventato il personaggio di Wyman Ford, un ex-agente della CIA, che compare in molti dei romanzi che ha scritto da solo.
Dal 1978 al 1985 Preston ha lavorato come scrittore, editor e direttore editoriale per conto dell'American Museum of Natural History di New York. Nel 1985 ha pubblicato una storia del museo, Dinosaurs In The Attic: An Excursion into the American Museum of Natural History, che narra le vicende degli esploratori inviati dal museo nei primi periodi della sua fondazione e delle spedizioni organizzate.
Nel 1986 Preston si è trasferito nel Nuovo Messico ed ha iniziato a scrivere a tempo pieno. Cercando di approfondire come fosse avvenuto il primo contatto tra gli europei e i nativi americani ha ripercorso a cavallo le tracce della folle e infruttuosa spedizione di Francisco Vázquez de Coronado alla ricerca delle Sette città di Cibola. Il resoconto di quel viaggio di mille miglia attraverso gli Stati del sudovest è diventato il libro Cities of Gold: A Journey Across the American Southwest. Da allora Preston ha intrapreso diversi altri lunghi viaggi a cavallo, sempre ripercorrendo antichi viaggi di epoca storica o preistorica. Ha anche partecipato a spedizioni in altre parti del mondo, tra cui l'esplorazione della parte della giungla cambogiana controllata dai Khmer rossi insieme ad un piccolo gruppo di soldati, per riuscire ad essere il primo occidentale a visitare uno dei templi perduti di Angkor. Ha provato il brivido di essere il primo dopo 3.000 anni ad entrare nella camera sepolcrale egizia conosciuta come KV5 nella Valle dei Re.
I libri di Preston e Child sono famosi anche per le approfondite e accurate ricerche che gli autori compiono in fase di scrittura. In collaborazione con lo scrittore italiano Mario Spezi ha scritto sul caso del mostro di Firenze, il romanzo-inchiesta Dolci colline di sangue. Il libro, pubblicato negli Stati Uniti con il titolo The Monster of Florence nel 2008, ha raggiunto il terzo posto nella bestseller list del New York Times e conta attualmente 22 traduzioni. La 20th Century Fox e la Smoke House di George Clooney ne hanno acquistato i diritti cinematografici. Chris McQuarrie, premio Oscar per I soliti sospetti, sta scrivendo la sceneggiatura.
Preston annovera tra i suoi antenati la poetessa Emily Dickinson, il giornalista Horace Greeley e il famigerato assassino e fumatore d'oppio Amasa Greenough.
Vive nel Maine con la moglie Christine e i loro tre figli.

## Opere
Fonte:  Opac nazionale, su sbn.it. URL consultato il 9 marzo 2016 (archiviato dall'url originale il 16 giugno 2017).

### Serie di Pendergast
Romanzi scritti in collaborazione con Lincoln Child.
- Relic (Relic, 1995), Sonzogno, 1996; Bur, 2008
- Reliquary (Reliquary, 1997), Sonzogno, 2001; Bur, 2008
- La stanza degli orrori (The Cabinet of Curiosities, 2002), Sonzogno, 2002; Bur, 2008
- Natura morta (Still Life with Crows, 2003), Sonzogno, 2003; Bur, 2008
- Trilogia di Diogenes:
  - Dossier Brimstone (Brimstone, 2004), Sonzogno, 2005; Bur, 2008
  - La danza della morte (Dance of Death, 2005), Sonzogno, 2006; Bur, 2008
  - Il libro dei morti (The Book of the Dead, 2006), Sonzogno, 2007; Bur, 2008
- La ruota del buio (The Wheel of Darkness, 2007), Rizzoli, 2008; Bur, 2009
- Il sotterraneo dei vivi (Cemetery Dance, 2009), Rizzoli, 2009; Bur, 2010
- Trilogia di Helen:
  - L'isola della follia (Fever Dream, 2010), Rizzoli, 2010; Bur, 2011
  - La mano tagliata (Cold Vengeance, 2011), Rizzoli, 2011; Bur, 2012
  - Due tombe (Two Graves, 2012), Rizzoli, 2012; Bur, 2013
- Nel fuoco (White Fire, 2013), Rizzoli, 2013; Bur, 2014
- Labirinto blu (Blue Labyrinth, 2014), Rizzoli, 2015; Bur, 2016
- La costa cremisi (Crimson Shore, 2015), Rizzoli, 2016
- La stanza di ossidiana (The Obsidian Chamber, 2016), Rizzoli, 2017; Bur, 2018
- Notte senza fine (City of Endless Night, 2018), Rizzoli, 2018; Bur, 2019
- L'uomo che scrive ai morti (Verses for the Dead, 2018), Rizzoli, 2019; Bur, 2020
- Il fiume del male (Crooked River, 2020), Rizzoli, 2021
- Senza sangue (Bloodless, 2021), Rizzoli, 2022
- Il laboratorio del dottor Leng (The Cabinet of Dr. Leng, 2023), Rizzoli, 2024
- (Angel of Vengeance, 2024)

Racconti brevi scritti in collaborazione con Lincoln Child:
- Extraction (Short Story), 2009
- Gaslighted: Slappy the Ventriloquist Dummy vs. Aloysius Pendergast, 2014 (con R.L. Stine)

### Serie di Tom Broadbent
- Il Codice (The Codex, 2004), Sonzogno, 2004
- Tyrannosaur Canyon (Tyrannosaur Canyon, 2005), Sonzogno, 2007

### Serie di Wyman Ford
- Tyrannosaur Canyon (Tyrannosaur Canyon, 2005), Sonzogno, 2007
- Eresia (Blasphemy, 2008), Rizzoli, 2009
- Impatto (Impact, 2010), Rizzoli, 2010
- The Kraken Project, 2014

### Serie di Gideon
Romanzi scritti in collaborazione con Lincoln Child.
- Sotto copertura (Gideon's Sword, 2011), Rizzoli, 2011; Bur, 2012
- Gideon's Corpse, 2012
- The Lost Island, 2014
- Beyond the Ice Limit, 2016
- The Pharaoh Key, 2018

### Serie di Nora Kelly
Romanzi scritti in collaborazione con Lincoln Child.
- La spedizione Donner (Old Bones, 2019), Rizzoli, 2020
- La strada di sabbia e ossa (The Scorpion's Tail, 2021), Rizzoli 2023
- Diablo Mesa (Diablo Mesa, 2022), Rizzoli, 2025

### Altri romanzi singoli
Romanzi scritti con Lincoln Child:
- Mount Dragon (Mount Dragon, (1996), Sonzogno, 1997; Bur, 2008
- Marea (Riptide, 1998), Sonzogno, 1998; Bur, 2008
- Maledizione (Thunderhead, 1999), Sonzogno, 2000; Bur, 2009
- Ice limit (The Ice Limit, 2000), Sonzogno, 2001; Bur, 2008

Romanzi scritti da solo:
- Jennie, 1994

### Altre opere
- Dinosauri in soffitta (Dinosaurs In The Attic: An Excursion into the American Museum of Natural History, 1986), Alacrán, 2008
- Death Trap Defies Treasure Seekers for Two Centuries, 1988
- Cities of Gold: A Journey Across the American Southwest in Pursuit of Coronado, 1992
- Talking to the Ground: One Family's Journey on Horseback Across the Sacred Land of the Navajo, 1996
- We throw stones, not Quarks (essay that later became his solo novel "Blasphemy"), 2004
- Ribbons of Time: The Dalquest Research Site, 2006 (con le fotografie di Walter W. Nelson)
- Dolci colline di sangue (The Monster of Florence, 2008, con Mario Spezi), Sonzogno, 2006; Bur, 2009
- Trial By Fury: Internet Savagery and the Amanda Knox Case, 2013 (con Lincoln Child)
- The Witch of Perugia, 2013 (con Mario Spezi)
- The Black Place: Two Seasons, 2014 (con le fotografie di Walter W. Nelson)
- La città perduta del dio scimmia (The Lost City of the Monkey God: A True Story, 2017), Rizzoli, 2017
- Extinction, 2024